# 颱風法雷德 (1991年)
颱風法雷德（英語：Typhoon Fred，國際編號：9113）是1991年太平洋颱風季的一個熱帶氣旋，法雷德是1991年內第四個引致香港天文台需要懸掛風球的熱帶氣旋。雖然香港天文台只是懸掛三號風球，但是維多利亞港內的風力曾接近烈風程度，離岸地區及高地普遍吹烈風至暴風。

## 氣象歷史
法雷德源自於菲律賓以東的熱帶擾動，它向西移動並在8月12日橫過呂宋北部。其在8月13日早上於東沙的東南偏東450公里處增強為熱帶低氣壓，以時速10公里向西北偏西移動。當晚，其增強為熱帶風暴。法雷德於8月14日在東沙東南偏南約130公里處增強為一股強烈熱帶風暴，並於下午在東沙西南偏南約100公里掠過。法雷德在8月15日早上以時速19公里向偏西移動，而一艘船隻同時在離法雷德中心90公里處錄得達每小時92公里的風速。不久，法雷德增強為颱風程度。法雷德於當日下午3時到達巔峰強度，其中心最高風力達每小時149公里。法雷德在8月16日橫過海南島西北部，並在早上減弱為強烈熱帶風暴，它於晚上進入北部灣，然後以每小時17公里向西南或西南偏西移動。它在8月17日日間在峴港西北約290公里處登陸，其然後逐漸移入中南半島，最終其在8月18日在泰國境內減弱為低壓區。

## 影響

### 英屬香港[1]
當地懸掛最高風球信號： 三號強風信號
香港於8月13日晚上11時45分懸掛一號戒備信號，當時法雷德集結於香港之東南約630公里。初時吹輕微偏東風，翌日黃昏轉吹和緩東北風。天文台於8月14日晚上7時10分改掛三號強風信號，當時法雷德集結於香港之東南約360公里。東北風在8月15日顯著增強。維多利亞港內普遍受強風至接近烈風吹襲，法雷德的螺旋雨帶亦間中帶來猛烈狂風。部份高地及離岸間中吹暴風，離岸尤其大浪。法雷德於下午3時左右最接近香港，當時位於香港之西南偏南約210公里。天文台同時錄得最低瞬時海平面氣壓997.4百帕斯卡。隨著法雷德增強為颱風。本港風力開始顯著增強，維多利亞港內吹強風，風力曾經接近烈風程度，九龍天星碼頭一小時平均風力達52公里，而法雷德外圍雨帶間中帶來的強烈狂風導致部份高地及離岸間中吹暴風，橫瀾島一小時平均風力達101公里，十分鐘平均風力達115公里，海面亦有非常大浪，據報浪高達到十米。其後，法雷德採取西南偏西方向移動逐漸遠離香港，所以信號於8月16日清晨5時正除下，當時法雷德集結於香港之西南約400公里之海南島北部沿岸附近。隨着法雷德移離，維多利亞港內仍然吹清勁偏東風，離岸間中吹強風。8月13日晚天晴。8月14日下午後期開始有狂風驟雨及雷暴。天氣於8月15日及16日繼續轉壞，間中有狂風大雨。雨在8月17日逐漸消失，翌日轉晴。
雖然颱風對香港內陸並沒有帶來嚴重影響，但在8月15日有一艘巴拿馬註冊的（DB29）鋪管船在香港東南65海哩的南海油田作業期間，因為遭受颱風引發的暴風雨吹襲而翻沉，船上195人全部墮海或被困船艙。香港海上救援協調中心接報後，駐港皇家海軍即派出兩艘巡邏艦，聯同由駐港皇家空軍及皇家香港輔助空軍派出的多架直升機展開拯救行動，當日救起達162人，惟事故最終仍造成16人喪生。
 葡屬澳門
當地懸掛最高風球信號： 八號東北風球 /  八號東南風球
風暴吹襲期間，氣象局一度懸掛八號風球，部份低窪地區出現水浸。
當地最低氣壓：990.7百帕斯卡（1991/8/15 17:25）
風向和最高風速：46 km/h (偏東風) （1991/8/15 20:00）／陣風：91 km/h（1991/8/15 22:24）

## 熱帶氣旋警告使用紀錄

### 英屬香港
| 皇家香港天文台 熱帶氣旋警告信號 | 皇家香港天文台 熱帶氣旋警告信號 | 皇家香港天文台 熱帶氣旋警告信號 |
| ------------------------------- | ------------------------------- | ------------------------------- |
| 上一熱帶氣旋                    | 一號戒備信號                    | 下一熱帶氣旋                    |
| 強烈熱帶風暴布倫登              | 一號戒備信號                    | 熱帶風暴喬爾                    |
| 強烈熱帶風暴布倫登              | 三號強風信號                    | 熱帶風暴喬爾                    |

### 葡屬澳門
| 地球物理暨氣象台 熱帶氣旋信號 | 地球物理暨氣象台 熱帶氣旋信號 | 地球物理暨氣象台 熱帶氣旋信號 |
| ----------------------------- | ----------------------------- | ----------------------------- |
| 上一熱帶氣旋                  | 一號風球                      | 下一熱帶氣旋                  |
| 颱風布倫登                    | 一號風球                      | 熱帶風暴喬爾                  |
| 颱風布倫登                    | 三號風球                      | 熱帶風暴喬爾                  |
| 颱風布倫登                    | 八號東北風球                  | 熱帶風暴菲爾                  |
| 颱風布倫登                    | 八號東南風球                  | 強烈熱帶風暴加里              |
| 颱風布倫登                    | 八號風球                      | 強烈熱帶風暴加里              |